# Fritz Lüdi (Elektrotechniker)
Fritz Lüdi (* 16. Mai 1903 in Bern; † 22. Februar 1963 in Oetwil an der Limmat) war ein Schweizer Hochfrequenztechniker.

Porträtfoto Fritz Lüdi

## Akademische Laufbahn
Lüdi besuchte die Abteilung Chemie des Technikums Burgdorf, Kanton Bern, gefolgt von Studien in theoretischer Physik, Chemie und Mathematik an der Universität Bern.
Dort wurde 1929 Lüdi als Dr. phil. II promoviert. Der Titel der Dissertation lautete Wellenmechanische Behandlung des Problems des freien Elektrons unter gleichzeitigem Einfluss eines homogenen Magnetfeldes und einer ebenen elektromagnetischen Welle (Comptoneffekt im Magnetfeld). Seine 1940 publizierte Habilitationsschrift an der ETH Zürich trug den Titel Zur Theorie der Laufzeitschwingungen, in seiner Antrittsvorlesung 1942 sprach er über Das Rückkopplungsprinzip in Natur und Technik.

## Beruflicher Werdegang
Von 1930 bis zu seinem Tod 1963 forschte er im Physiklabor und in zwei Hochfrequenz-Entwicklungsabteilungen der Brown, Boveri & Cie. (BBC). 
Im Rahmen einer Zusammenarbeit seines Arbeitgebers BBC mit der ETH Zürich arbeitete er von 1936 bis 1939 an deren Abteilung für Industrielle Forschung (AfiF) unter der Leitung von Fritz Fischer an Projekten der Hochfrequenztechnik. Lüdi beschäftigte sich insbesondere mit Mikrowellentechnik und erfand 1938 ein Vielschlitzmagnetron, genannt Turbator (CH 215600). Dieser Turbator fand als Senderröhre Anwendung in der Richtfunkanlage IM23, welche BBC ab 1948 anbot und eine Pulsphasenmodulation für 23 Kanäle im Frequenzbereich 1900 bis 2100 MHz aufwies. Eine verbesserte Militärversion wurde unter der Bezeichnung RB11 von der Schweizer Armee beschafft und über viele Jahre eingesetzt.
Weitere Patente erhielt Lüdi auf dem Gebiet der Erzeugung ultrahochfrequenter Schwingungen mittels Laufzeitröhren. 1940 trug er zur Entwicklung des Klystrons bei.
Später untersuchte er Vorgänge und Erscheinungen bei Gasentladungen und in Glühkathodenröhren und entwickelte als Stromrichter für 600 Ampere einen Hochleistungsglühkathoden-Mutator. Ab 1957 beschäftigte er sich mit Plasmaphysik und mit der Kernfusion.